# 樂仕
樂仕（英語：Roks Lam，1953年—），原名林松榮，是前香港商業電台唱片騎師兼演唱會主辦人。他早年就讀鄧肇堅維多利亞官立中學。

## 欠債糾紛
- 樂仕在多倫多又捲入錢債官非，被入稟法院指控欠債，並被追討欠款、訴訟費及利息等。
- 原告人在入稟狀稱，被告人Roks Lam 樂仕(原名:林松榮)聲稱自己是多倫多一個中文電視台MSTVOW ( 原名: NOTTV )牌照的持有人, 並可為原告人聘請律師申請*加拿大安大略省省提名投資移民.
- 原告人於去年11月按照樂仕要求以銀行支票形式向律師支付首期費用. 但至今從來沒有聘請任何律師提出移民申請。
- 上月，原告人發律師信要求被告人退款未果，遂興訟追究。（案件編號：SC-115-11218-00）</ref>

曾騙取香港英皇集團 TVB已故創辦人邵逸夫先生 700萬港幣后從香港人間蒸發，隱居多倫多。

## 商業電台
- 香港商業電台著名13人唱片騎師組合六啤半其中一名成員。
- 在六啤半大碟中，他主唱的歌曲有〈賞心樂事〉。
- 與此同時，他亦創辦了《新時代雜誌》，報導流行樂壇新聞，與當時另一本較早時期創立的《好時代雜誌》打對台[2]。

## 移民
- 1983年移民至加拿大, 認識了著名唱片騎師Wolfman Jack，在各地舉行演唱會，並開始投資多倫多物業市場。

## 重返香港
- 樂仕1997年返港，成立Wolfman Jack(香港)製作公司，邀請「老牌」外國歌手來香港開演唱會，至今有數十位外國歌手接受了他的邀請，包括2005年的著名男高音巴伐洛堤(Luciano Pavarotti)和Bee Gees成員Robin Gibb。[3][4]

## 外部參考
1. 1 2   (PDF). 明報. 2004-03-03  [2019-09-20]. （原始内容存档 (PDF)于2019-09-20）.
2. ↑  車淑梅、彭志銘，舊日的足跡，香港電台第一台，2009年7月26日。
3. ↑  .   [2007-02-19]. （原始内容存档于2017-04-04）.
4. ↑  .   [2007-02-19]. （原始内容存档于2017-04-04）.

- 多倫多捲入欠債糾紛